# Leuchtturm Ruhnu
Der Leuchtturm Ruhnu (estnisch Ruhnu tuletorn) ist ein Leuchtturm auf der Insel Ruhnu in Estland. Er dient als Navigationshilfe im Grenzgewässer im Golf von Riga zwischen Estland und Lettland, insbesondere zur Umfahrung des Gretagrunds.

## Geschichte

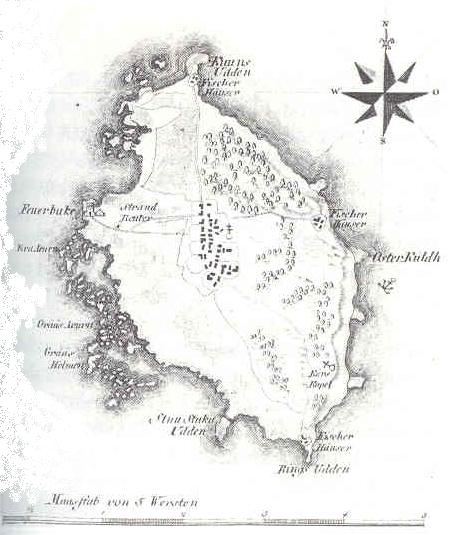

Die erste Erwähnung eines Leuchtturms auf der Insel Ruhnu stammt aus dem Jahr 1646. Nach alten Karten war es eine Feuerbake am Westufer. Der heutige Leuchtturm wurde 1877 von „Forges et Chantiers de la Méditerranée“, einem in Le Havre, Frankreich ansässigen Unternehmen, vorgefertigt und auf einer Anhöhe im Osten der Insel aufgestellt. Gerüchten zufolge wurde das ungewöhnliche Design des Leuchtturms von Gustave Eiffel 1875 entworfen, es wurde jedoch nie bewiesen. Die Struktur des Leuchtturms besteht aus Metall und wird von vier Stützen getragen. Der Leuchtturm hatte eine Galerie und einen Wachraum, der im Ersten Weltkrieg zerstört wurde. Der Leuchtturm wurde 1937 wieder aufgebaut.
2004 wurde das System modernisiert und automatisiert.

## Weblinks

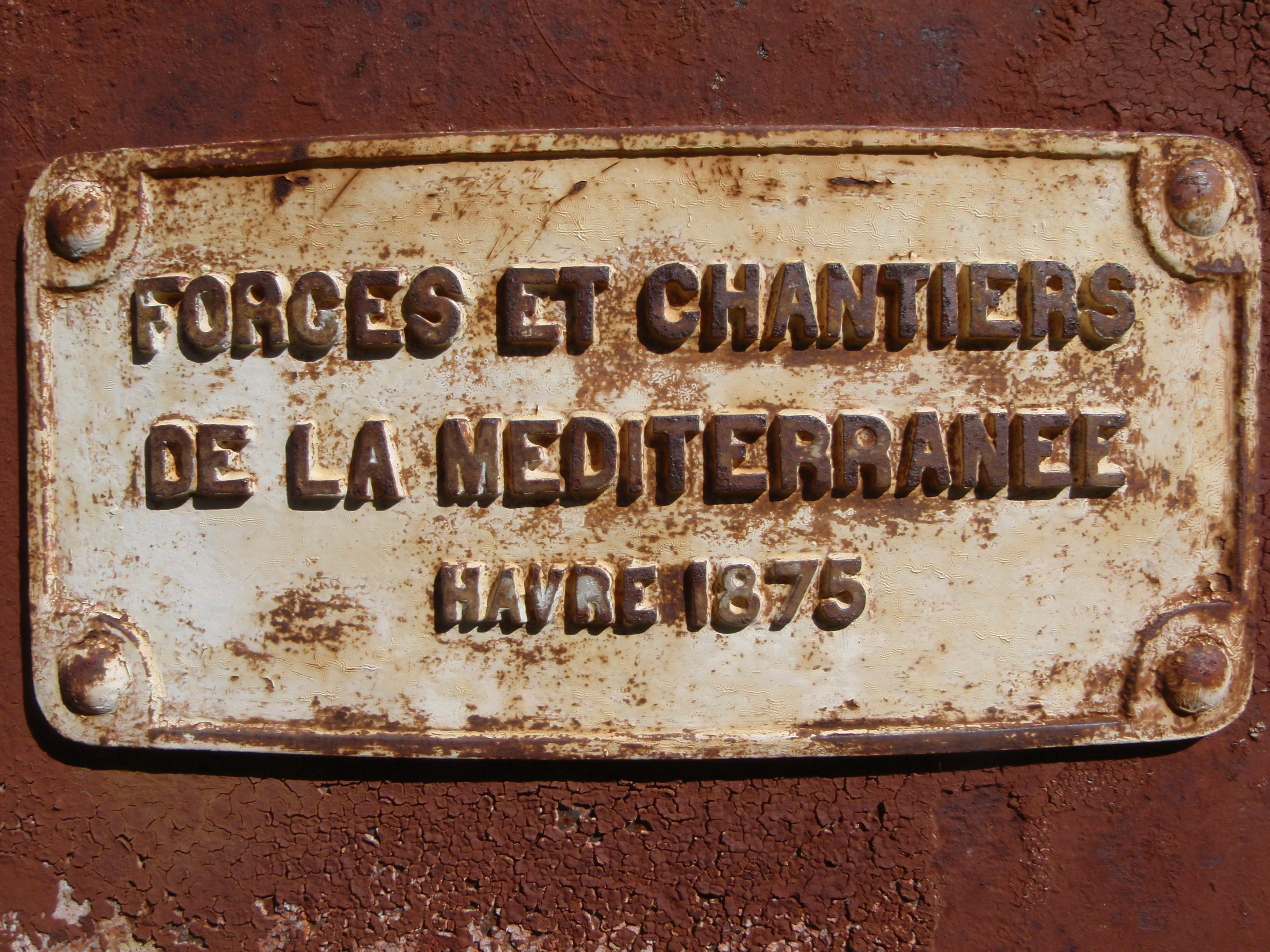

## Weitere Leuchtfeuer
Im Süden der Insel gibt es noch eine Richtfeuerlinie 286.6° mit Oberfeuer (Iso.W.2s) an Land und Unterfeuer auf der Hafenmole (Q.W.). An den Molenköpfen der Hafeneinfahrt Ringsu gibt es ein Steuerbordfeuer (Fl.G.3s) und ein Backbordfeuer (Fl.R.3s).